# Octadecyltrichlorsilan
Octadecyltrichlorsilan ist eine chemische Verbindung aus der Gruppe der  und siliciumorganischen Verbindungen.

## Eigenschaften
Octadecyltrichlorsilan ist eine brennbare, schwer entzündbare, farblose bis gelbliche Flüssigkeit mit stechendem Geruch, die sich in Wasser zersetzt.

## Verwendung
Octadecyltrichlorsilan wird hauptsächlich als selbstorganisierende Monoschicht (SAM) auf einer Vielzahl von Nanopartikeln und Metalloxidsubstraten verwendet. Es bietet einen amphiphilen Charakter, der in molekularen und optoelektronischen Anwendungen wie Flüssigkristallanzeigen (LCDs) genutzt werden kann. Die Verbindung kann auch für Gelphasen für die Chromatographie eingesetzt werden.